# Ernesto Laclau
Ernesto Laclau (Buenos Aires, 1935. október 6. – Sevilla (Spanyolország), 2014. április 13.) argentin politikai teoretikus, filozófus. A posztmarxista politológiai irányzat megteremtőjének tartják. Hosszú távon együttműködő partnere volt Chantal Mouffe-nak, akivel 1985-ben közösen publikált műve a Hegemónia és radikális demokrácia. A marxizmus dekonstrukciója. Ebben - többek között - Antonio Gramsci hegemóniaelméletét fejlesztették tovább.

## Életpályája
Történelem szakon végzett 1964-ben a Buenos Aires-i egyetemen, majd 1977-ben szerzett PhD-fokozatot az Essexi Egyetemen.
1986-tól ta a politikaelmélet professzora volt az Essexi Egyetemen, ahol megalapította és hosszú éveken át irányította az Ideológia és Diskurzuselemzés posztgraduális programját, valamint az Elméleti Tanulmányok Központját. Az ő irányítása alatt álló program kutatási keretet biztosított egy új típusú diskurzuselemzés kidolgozásához, különös tekintettel a posztstrukturalista elméletre (főleg Saussure és Derrida munkáira), a posztanalitikus gondolkodásra (Wittgenstein és Richard Rorty), valamint a pszichoanalízisre (elsősorban Lacan munkásságára). E kutatások célja volt, hogy innovatív elemzést nyújtsanak konkrét politikai jelenségek, például identitások, diskurzusok és hegemóniák magyarázatára. Ezt az elméleti és analitikai irányultságot ma „Essex School of Discurse Analytics” néven ismerik.
Pályafutása során Laclau Észak-Amerika, Dél-Amerika, Nyugat-Európa, Ausztrália és Dél-Afrika számos egyetemén tartott előadásokat. 
Laclau szívrohamban halt meg Sevillában 2014-ben.

## Művei
- Hegemónia és radikális demokrácia. A marxizmus dekonstrukciója (1985, Chantal Mouffe-fal)
- A populista ész. (2011, Noran Libro Kiadó, Budapest, fordította Csordás Gábor ISBN 978 963 9996 42 7